# Аккайнарский сельский округ (Катон-Карагайский район)
Аккайнарский сельский округ (каз. Аққайнар ауылдық округі) — административно-территориальное образование в Катон-Карагайском районе Восточно-Казахстанской области.
Административный центр сельского округа находится в с. Аккайнар.

## Населённые пункты
- с. Аккайнар
- с. Акмарал
- с. Кайынды
- с. Кызылжулдыз